# Jason Worilds
Jason Adjepong Worilds (Rahway, 3 marzo 1988) è un ex giocatore di football americano statunitense che ha militato nel ruolo di outside linebacker per tutta la carriera con i Pittsburgh Steelers della National Football League (NFL). Fu scelto nel corso del secondo giro (52º assoluto) del Draft NFL 2010. Al college giocò a football al Virginia Polytechnic Institute and State University.

## Carriera
Worilds fu scelto dai Pittsburgh Steelers nel corso del secondo giro del Draft 2010. Nella sua stagione da rookie disputò 14 gare, nessuna delle quali come titolare, facendo registrare 17 tackle e 2,0 sack. Nella settimana 9 della stagione 2011 contro i Baltimore Ravens Worilds disputò la prima gara come titolare in carriera, un ruolo che conservò fino al termine della stagione, conclusasi con 38 tackle, 3 sack e un fumble forzato nella vittoria della settimana 14 contro i Cleveland Browns.
Nella settimana 12 della stagione 2012 contro i Browns, Worilds mise a segno due sack su Brandon Weeden. La sua stagione si concluse con 27 tackle e un nuovo primato in carriera di 5 sack. Nel 2014 guidò la squadra, assieme a Cameron Heyward, con 7,5 sack.
Il 10 marzo 2015 Worilds annunciò a sorpresa il proprio ritiro dal football professionistico all'età di 27 anni per diventare testimone di Geova..

## Palmarès
- American Football Conference Championship: 1

Pittsburgh Steelers: 2010